# Historia de dos cachorros de coatí y de dos cachorros de hombre
Historia de dos cachorros de coatí y de dos cachorros de hombre es un cuento del escritor uruguayo Horacio Quiroga publicado por primera vez en Cuentos de la selva, en 1918.

## Personajes
- Coatíes: vivían en el monte y comían frutas, raíces y huevos de pájaros. Querían mucho a los hijos del hombre.
- Los hijos del hombre: niños rubios. Uno de ellos de 5 años y el otro de 6 años. Querían mucho a los coatíes.
- El hombre: el padre de las criaturas, de los cachorros rubios, quería matar al coaticito, pero sus hijos le anhelaban domesticar al animal capturado.
- Madre de los coatíes: quería mucho a sus hijos, debido a que los enseñó a sobrevivir en el bosque y visitaba todas las noches al coaticito domesticado.